# ムービーカム・コンパクト
ムービーカム・コンパクト (Moviecam Compact) は1990年にオーストリアの映像撮影機器製造企業のムービーカム社が開発・発売した35mmフィルム映画カメラシリーズである。音楽ビデオやコマーシャルや長編映画や特殊効果やモーションコントロール等、幅広い分野での使用を想定されている。
現在、使用されている35mmフィルムカメラでは最も多く使用されている。1993年に科学と技術分野でアカデミー賞を受賞した。
2004年にはムービーカムは駆動部を更新したコンパクト MK2を発売した。